# Silver Koulouris
Pour les articles homonymes, voir Koulouris.
Argyros Koulouris dit Silver Koulouris, né le 26 janvier 1947 au Pirée, est un guitariste grec membre du groupe Aphrodite's Child.

## Biographie
Né au Pirée, en Grèce, Koulouris a acquis le surnom « Silver » en raison de la similitude de son nom de naissance avec le mot grec pour désigner l'argent.
À la fin de l'adolescence, Koulouris rencontre Demis Roussos et Lucas Sideras avec qui il joue de la guitare dans un groupe appelé The Idols . 
Il garde alors un lien  avec Roussos et Sideras.

## Avec Aphrodite's Child
En 1966, Roussos et Sideras ont rencontré le claviériste et compositeur Vangelis Papathanassiou, et en 1968, les trois ont décidé de former un groupe, invitant Koulouris à se joindre comme guitariste. La même année, les quatre musiciens ont enregistré un single, Plastics Nevermore/The Other People, sous le nom d'Aphrodite's Child. Alors que le groupe se préparait à voyager en Angleterre pour trouver un plus grand succès, les obligations militaires de Koulouris entravent sa carrière musicale et il doit rester en Grèce.
Finalement, Koulouris fut libéré de ses obligations militaires et partit rejoindre le groupe qui s'est finalement établi à Paris, bloqué là-bas à cause des événements de Mai 1968. Une de ses participations notables est son solo de guitare sur la pièce The Four Horsemen de l'album 666.

## Après Aphrodite's Child
À la suite de la disparition d'Aphrodite's Child, Koulouris est devenu musicien de session pour ses anciens camarades musiciens alors qu'ils se sont engagés dans des carrières solo. Il a coécrit des chansons et a joué avec Sideras et Roussos. Il a également joué pour le musicien grec Harris Chalkitis. Après d'autres collaborations avec divers artistes grecs, Koulouris a joué avec Magic Power, un groupe de funk électronique.

## Discographie

### Alpha Beta
- 45 tours simples
- 1971 : Astral Abuse / Who Killed ? (BYG Records 129 032)

### Aphrodite's Child
- Albums
- 1972 : 666 (Vertigo – 6673 001)

### Stamanis
- Albums
- 1972 : Beautiful Lies (Philips 6325008)

### Umanity
- 45 tours simples
- 1973 : Bird Of Love / The Pawn (Polydor-2056 246)

### Harris Chalkitis
- Albums
- 1975 : Marita (Barclay 80 565)

### Magic Power
- Albums
- 1980 : Magic Power (GF2 1000)

### Solo
- 45 tours simples
- 1971 : Τα Βουνά Θα Πάρω / Η Αγάπη, Η Αλήθεια Κι' Η Ελπίδα (Polydor 2061 111)
- 1978 : Les Lumières de la Ville / Good Bye, Je t'Aime (Music-Box MB 10067)

- Albums
- 1997 : Αργιριδιαδρομές (Mercury 534 697 2)